# باشگاه فوتبال المپیا لیوبلیانا
باشگاه فوتبال الیمپیا لیوبلیانا (انگلیسی: Olimpija Ljubljana Football Club) یک باشگاه فوتبال مستقر در لیوبلیانا، اسلوونی است که در حال حاضر در لیگ دسته اول فوتبال اسلوونی، بالاترین سطح لیگ فوتبال در این کشور به فعالیت می‌پردازد.